# 活地球模拟器
活地球模拟器是一个由瑞士联邦理工学院的科学家提出的计算机项目，通过搜集大量人类已经掌握的知识和现实数据，通过模拟预知地球上未来发生的事；并就可能发生的危机情况提前采取相应措施，避免危机的发生或减小危机带来的灾害。